# Eristalis corymbus
Eristalis corymbus är en tvåvingeart som beskrevs av Violovitsh 1975. Eristalis corymbus ingår i släktet slamflugor, och familjen blomflugor. Inga underarter finns listade i Catalogue of Life.